# コンスタンティ・クルカ
コンスタンティ・アンジェイ・クルカ（ポーランド語: Konstanty Andrzej Kulka, 1947年3月5日 - ）はポーランド出身のヴァイオリニスト。

## 経歴
1947年、グダニスク生まれ。8歳の頃からヴァイオリンを始め、生地の音楽院でステファン・ヘルマンの薫陶を受けた。1964年のパガニーニ国際コンクールで特別賞を受賞し、1966年のミュンヘン国際音楽コンクールで優勝した。以後、ベルリン・フィルハーモニー管弦楽団、シカゴ交響楽団、ミネアポリス交響楽団、ロンドン交響楽団、ロイヤル・コンセルトヘボウ管弦楽団など世界有数のオーケストラと共演し、名声を確立している。

## 評価
大木正純は「クルカはいくぶん硬質ながら透明なすこぶる美しい音色の持ち主であり、テクニックの安定感もまた切れ味もまったく申し分ない。ただし音楽の造りは概して堅実であり、どちらかと言えばむしろ音楽の内面で勝負するタイプである」と評している。